# Украинская национальная лотерея
«Украинская национальная лотерея» («УНЛ») — украинская компания, специализирующаяся на услугах общенациональных и «онлайновых» лотерей. Основана в 1997 году. Владельцем компании является британский бизнесмен Майкл Джон Фогго. УНЛ входит в состав «Европейской ассоциации лотерей и тото» (англ.  European Lotteries and Toto Association, AELTE) и Всемирной лотерейной ассоциации (WLA). Предприятие имеет лицензию Министерства финансов Украины № 446756.

## Владельцы
Предприятие со 100 % иностранными инвестициями «Украинская Национальная Лотерея» было основано в 1997 году жителем Флориды, гражданином США Вильямом Френсисом Флинном. В сентябре 1997 года корпоративные права на Предприятие со 100 % иностранными инвестициями «Украинская Национальная Лотерея» перешли к компании «Олимпик Голд Холдингз Лимитед» (Olympic Gold Holdings Limited), которая представляла интересы группы иностранных инвесторов из Великобритании, Швеции, Австрии и др.
С августа 2014 года у предприятия со 100 % иностранными инвестициями «Украинская Национальная Лотерея» начался процесс реорганизации структуры корпоративной собственности, который в марте 2016 завершился переходом прав на украинского оператора государственных лотерей в Общество с ограниченной ответственностью «Ефамиандо Холдингз Лимитед» (Efamiando Holdings Limited), Республика Кипр.
Фактическим владельцем становится Третьяков Александр Юрьевич и ряд других высокопоставленных чиновников. По данным СМИ среди чиновников фигурируют Глеб Загорий (совладелец фармацевтической фирмы «Дарница», депутат-списочник от «Блока Петра Порошенко») и Борис Ложкин (бывший глава администрации Петра Порошенко, а также председатель Инвестиционного совета.).
В начале 2018 корпоративные права на Предприятие со 100 % иностранными инвестициями «Украинская Национальная Лотерея» были приобретены инвестором из Великобритании Майклом Джоном Фогго, интересы которого представляет компания «Гонконг Руи Бо Инвестмент Лимитед» (Hong Kong Rui Bo Investment Limited), зарегистрированная согласно законодательству Гонконга. Большую часть своей деятельности в бизнесе Фогго провёл в Восточной Азии, Гонконге, Макао, Китае. Работал в финансовом секторе и осуществлял непосредственное управление компаниями и проектами в сфере управления инвестициями в недвижимость, медиа-индустрии, в том числе продакшн и броадкастинг, и, конечно, в игровой индустрии.
Журналисты установили, что мистер Фогго имеет общий бизнес в Британии с русскими. Так, компания TAURUS TRIPLICATA LLP (Company number OC414265) контролируется мистером Фогго совместно с гражданином РФ KOMAROV, Alexander. Доли в компании разделены между Фогго и Комаровым 75 % на 25 %. Владельцем этой компании мистер Фогго стал 20 декабря 2017. То есть именно перед датой покупки «УНЛ». В то же время гражданин с РФ владеет долей в этой компании с 2016 года.

## История развития
С момента создания в 1997 году по 2001 год «УНЛ» проводила лотерею под названием «Национальная лотерея 6 из 39». В 2001 «Украинская национальная лотерея» ввела две новые лотереи — «Кено» и «Супер Лото». В 2002 году была основана игра типа «бинго» — «Бинго Бум Лото», которая просуществовала 56 розыгрышей и была ликвидирована в декабре 2003 года.
1 июня 2004 была представлена распространенная в мире лотерея типа Pick3, которая получила в Украине название «Лото тройка». В декабре 2008 года стартовала лотерея «Лото Максима» 5 из 42, которая сейчас проводится по классической формуле 5 из 45.
Долгое время УНЛ была единственным предприятием в СНГ, которое предоставляло услуги онлайн-лотерей: с помощью электронного оборудования и телекоммуникационной системы, выбор игрока мгновенно посылался и регистрировался в Центральной компьютерной системе. По населенным пунктам Украины установлено уже более 5200 лотерейных терминалов.
Как утверждают организаторы, за основу организации лотерейной деятельности УНЛ взята модель, которая работает в Великобритании. В УНЛ работает лотерейная система, лотерейные терминалы, аналогичные тем, которыми пользуется в Великобритании компания Camelot Group. Эта компания является оператором Национальной Лотереи в Великобритании с 1994 года.
В 2012 году выручка УНЛ от лотерей «Кено» и «Супер Лото» составил 280 млн гривен, что делало УНЛ третьим лотерейным оператором на украинском рынке после «М.С.Л.» и «Патриот».
За период с 2015 по 2018 УНЛ стала лидером лотерейного рынка в Украине и крупнейшим налогоплательщиком среди лотерейных операторов, хотя еще в 2013 году «УНЛ» имела долю рынка в размере 15 %. Журналисты связывают такой успех компании с тем, что «УНЛ» получила надежную «крышу» в лице приближенных к Президенту депутатов Третьякова Александра Юрьевича, Глеба Загория и бывшего главы АП Бориса Ложкина. В это же время начинается охота на конкурентов, в результате которой оба конкурента попадают в так называемые санкционные списки (УКАЗ ПРЕЗИДЕНТА УКРАИНЫ № 549 / 2015). После этого на украинском лотерейном рынке фактически осталась одна компания — «УНЛ»
Под ее крылом работают бренды «Пари матч», «Фаворит спорт», «Национальная лотерея золотой кубок», «Космолот», «Лото платинум», Baza bet, Fortuna live.
Все эти бренды — это фактически отдельные компании, которые используют «УНЛ» как инструмент прикрытия незаконной букмекерской деятельности.
В 2016 году компания выплатила 103,5 миллиона гривен налогов. В 2017 — уже 186 000 000 гривен

## Выигрыши
Призовой фонд лотерей УНЛ составляет 50 % от суммы проданных билетов. Выигрыши свыше 25 000 гривен можно получить только в главном офисе в Киеве.
Выигрышные билеты действительны 180 дней со дня розыгрыша.
Самый большой выигрыш в истории УНЛ составил 33 032 000 гривен в розыгрыше «Супер Лото» от 6 марта 2021 года.
В 2008 году вокруг компании разгорелся скандал в результате странного розыгрыша джекпота лотереи Суперлото. Компания УНЛ отказалось ждать, когда будет сорван джекпот (26,6 миллиона гривен), и поделило его на свое усмотрение. В частности, 10 000 000 от выигрыша достались страховой компании, название которой лотерейщики тщательно скрывают. Как и куда могли деться 10000000 не смогли объяснить ни директор по маркетингу компании УНЛ (Елисей Стратиенко), ни президент Украинской ассоциации деятелей игорного бизнеса (Сергей Третьяков), ни представители страховой индустрии. А министерство финансов вообще проигнорировало запрос журналистов.